# Solmaz Ünaydın
Solmaz Ünaydın (* 1942; † 26. August 2010) war eine türkische Botschafterin.

## Leben
Solmaz Ünaydın erhielt ihr Abitur als Jahresbeste der TED Ankara College Foundation Schools. Sie hatte einen Bachelor-Abschluss für Internationale Beziehungen des Bryn Mawr College. Ünaydın trat 1967 in den auswärtigen Dienst ein und wurde der Mission beim UN-Hauptquartier zugewiesen. Sie war Gesandtschaftssekretärin zweiter Klasse in Kairo.
Von 1992 bis 1996 war sie Botschafterin in Stockholm. Nach Filiz Dinçmen war sie die zweite türkische Botschafterin.
Von 1996 bis 1998 war sie Botschafterin in Warschau. Vom 14. Dezember 2002 bis 16. Dezember 2006 war sie Botschafterin in Tokio. 2006 wurde sie in den Ruhestand versetzt. Zur Lobbyarbeit für Izmir als Austragungsort für die Expo 2015 war sie reaktiviert worden.
Solmaz Ünaydın war mit dem Diplomaten Erdoğan Tevfik Ünaydın verheiratet.

## Einzelbelege
1. ↑  Sabah. 1. September 2010,

| Vorgänger          | Amt                                                            | Nachfolger            |
| ------------------ | -------------------------------------------------------------- | --------------------- |
| Orhan Ertuğruloğlu | türkische Botschafterin in Stockholm 1992 bis 1996             | Oktay Aksoy           |
| Korkmaz Haktanır   | Botschafterin in Warschau 1996 bis 1998                        | Ateş Balkan           |
| Yaman Başkut       | Botschafterin in Tokio 14. Dezember 2002 bis 16. Dezember 2006 | Selim Sermet Atacanlı |

| Personendaten    | Personendaten           |
| ---------------- | ----------------------- |
| NAME             | Ünaydın, Solmaz         |
| KURZBESCHREIBUNG | türkische Botschafterin |
| GEBURTSDATUM     | 1942                    |
| STERBEDATUM      | 26. August 2010         |